# La marca de Caín
La marca de Caín es el tercer álbum de estudio solista del exmiembro de Patricio Rey y sus Redonditos de Ricota, Skay Beilinson, lanzado el 4 de julio de 2007.

## Lista de canciones
Todas las canciones fueron compuestas por Skay Beilinson.
1. «Ángeles caídos» (3:41)
2. «Canción de cuna» (2:11)
3. «Los caminos del viento» (4:26)
4. «Soldadito de plomo» (2:51)
5. «Arcano XIV» (3:39)
6. «El viaje de las partículas» (2:17)
7. «Tal vez mañana» (4:08)
8. «El fantasma del 5º piso» (6:14)
9. «Meroe y los sortilegios» (3:06)
10. «La doble marca» (3:56)

## Integrantes
- Javier Lecumberry: Teclados y melódica.
- Claudio Quartero: Bajo.
- "Topo" Espíndola: Batería y percusión.
- Oscar Reyna: Guitarra y mandolina.
- Skay: Guitarra y voz.

- Cuerdas y vientos en «Arcano XIV» y «Doble marca» a cargo de “La Pequeña Hypnofón”:

- Guadalupe Tobarías (violines)
- Alejandro Terán (violas)
- Julián Gandara (cellos)
- Axel Kryger (flauta)
- Miguel Ángel Tallarita (trompetas y flugelhorns)
- Santiago Castellani (trompetas y tuba).
- Dirección: Alejandro Terán.